# Ralph Vaughan Williams
Pour les articles homonymes, voir Vaughan et Williams.
 (février 2025).
Ralph Vaughan Williams, né le 12 octobre 1872 à Down Ampney et mort le 26 août 1958 à Londres, est un compositeur britannique. 
Il s’est exprimé aussi bien dans la symphonie que dans la musique de chambre, l’opéra, la musique chorale et la musique de film. 
Très influencé par la musique folklorique, il publie en 1906 le célèbre The English Hymnal (en) qui regroupe, outre des compositions personnelles, un grand nombre d’arrangements de ces chansons traditionnelles dont il fait des airs à part entière.

## Biographie

### Ses jeunes années

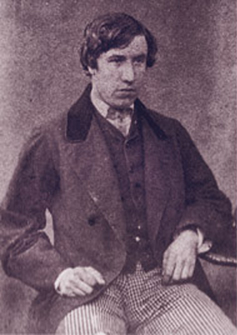
Arthur Vaughan Williams

Ralph Vaughan Williams est né en 1872 dans un village situé dans le comté du Gloucestershire, dans lequel son père, le révérend Arthur Vaughan Williams (Vaughan n’étant pas un deuxième prénom, mais la seconde partie d’un nom de famille composé détaché, Vaughan Williams), officie comme vicaire. À la suite de la mort de son père en 1875, il est élevé par sa mère, Margaret Susan (1843-1937), l’arrière-petite-fille de l’industriel Josiah Wedgwood, dans la maison familiale de la dynastie Wedgwood. Il est également le petit-neveu de Charles Darwin. Bien qu’ayant grandi parmi la classe moyenne supérieure cultivée, Ralph Vaughan Williams a milité toute sa vie en faveur d’un idéal démocratique et égalitaire, à l'encontre de la société établie.
Alors qu’il poursuit ses études, il apprend le piano « dont je n’ai jamais su jouer, et le violon qui était mon instrument salvateur ». Après Charterhouse School, il fréquente le Royal College of Music où enseigne Charles Villiers Stanford. Il poursuit des études d’histoire et de musique au Trinity College à Cambridge où il se lie d’amitié notamment avec les futurs philosophes G. E. Moore et Bertrand Russell ; il finit par revenir au Royal College of Music où il étudie sous la houlette d’Hubert Parry, dont il devient un proche, de Walter Parratt qui lui enseigne ainsi qu'à Leopold Stokowski. Ce dernier, devenu chef d’orchestre, joue six des symphonies de son ancien camarade pour le public américain. Il conduit notamment l'Orchestre philharmonique de New York en 1949 pour le premier enregistrement de sa symphonie no 6, et dirige en 1958 la première représentation de sa neuvième symphonie sur le sol des États-Unis, dans le célèbre Carnegie Hall.
Parmi ses nombreuses amitiés nées durant ses années au Royal College of Music, celle avec son camarade de classe Gustav Holst a été la plus décisive pour son œuvre de compositeur ; s'étant rencontrés en 1895, les deux jeunes hommes ne tardent pas à confier à la critique l’un de l’autre leurs compositions de jeunesse. C’est ainsi que Vaughan Williams donne peu à peu forme à ses premières œuvres dont la première publiée, la chanson Linden Lea, n’est publiée que dans les années trente. Durant ces premières années, il travaille à la fois à ses propres compositions, au développement de sa technique orchestrale et à la publication d'œuvres musicales variées, en particulier des œuvres d’Henry Purcell, ainsi qu'à l'English Hymnal pour la composition duquel il voyage dans de nombreux pays dont il recueille les chants populaires.
Il se marie en 1897 et, cette même année, visite l'Allemagne où il suit l'enseignement de Max Bruch avant que de passer son doctorat en musique à Cambridge en 1901. Pendant un séjour en France en 1909, il rencontre Maurice Ravel, ce qui contribue fortement à faire gagner en maturité son style orchestral. En parallèle, Vaughan Williams découvre la musique traditionnelle anglaise, condamnée à disparaître rapidement en raison du déclin de la tradition orale au profit de la conservation écrite. Cette rencontre n’a cessé d’influencer son œuvre musicale dans laquelle il a incorporé des éléments de ces mélodies et de ces chansons du folklore dont la beauté, ainsi que le mystère qui entoure l’anonymat de ces traditions nées et perpétuées dans la multitude du commun des gens, le fascinent toujours. Ses efforts pour faire reconnaître cet héritage ont largement contribué à la ré-appréciation de la culture musicale folklorique anglaise, notamment en tant que président de l'English Folk Dance and Song Society (en) (qui, en hommage, a donné son nom depuis à sa bibliothèque).
S’il ne cesse de s’intéresser à la musique traditionnelle dont il côtoie les grands noms, tel le révérend George B. Chambers (en), sa carrière musicale s’enrichit à partir de 1905 de l’expérience de chef d’orchestre qu’il fait lors du tout jeune Leith Hill Musical Festival (en) qu’il dirige jusqu’en 1953, date à laquelle il cède la main à William Cole (musician) (en). Quatre ans plus tard, il compose la musique d’accompagnement utilisée pour la représentation des Guêpes d’Aristophane par les étudiants de Cambridge lors de la triennale Cambridge Greek Play. En 1910, il connaît ses premiers succès auprès du grand public en conduisant les premières de la fantaisie sur un thème de Tallis dans la cathédrale de Gloucester, mais plus encore grâce à sa symphonie (chorale) no 1 dite « A Sea Symphony ». En 1914, sa symphonie no 2 dite « A London Symphony », conduite par Geoffrey Toye (qui par la suite l’aide à reconstruire la partition, perdue pendant la guerre), rencontre un succès encore plus marqué.

### D'une guerre à l'autre
Vaughan Williams est âgé de quarante et un ans quand débute la Grande Guerre ; bien qu’il ait la possibilité d’échapper à tout service militaire ou de servir comme gradé, il choisit de s’enrôler comme simple soldat dans le Royal Army Medical Corps. Éreinté par son rôle de brancardier en France et à Salonique, il est finalement élevé au grade de sous-lieutenant dans la Royal Garrison Artillery (en) le 24 décembre 1917. Une anecdote rapporte qu’à une occasion, bien que trop malade pour ne serait-ce que rester debout, il a continué à diriger sa batterie d’artillerie allongé à même le sol. Son exposition prolongée aux tirs nourris a probablement été à l’origine de sa progressive perte d’audition qui explique sa surdité tardive. Après l'Armistice de 1918, il est directeur de musique de la Première armée (First Army) britannique jusqu'à sa démobilisation en février 1919, ce qui l’aide beaucoup à reprendre contact avec le monde de la musique.
Au moment de sortir de la guerre, il adopte un temps un style musical aux accents mystiques dans sa symphonie no 3 dite « A Pastoral Symphony », symphonie qui doit notamment à son vécu d’ambulancier volontaire pendant la guerre ; il compose également Flos campi, une œuvre pour alto accompagné d’un petit orchestre et d’un chœur sans parole. À partir de 1924, il entame une nouvelle phase musicale, caractérisée avant tout par des accords dissonants et un rôle important de la polyrythmie. Les œuvres clef de cette période restent la toccata marziale, le ballet Old King Cole, le concerto pour piano, l'oratorio Sancta Civitas (son œuvre pour chœur préférée) et le ballet Job : A Masque for Dancing, qui n’est pas directement inspiré de la Bible mais d’Illustrations du Livre de Job de William Blake. Il compose également un Te Deum en sol pour la consécration de Cosmo Gordon Lang comme archevêque de Cantorbéry. Cette phase créative culmine avec sa symphonie no 4 en fa mineur, jouée pour la première fois en 1935 par l'orchestre symphonique de la BBC.
Cette symphonie marque une très nette rupture avec les compositions orchestrales et « pastorales » auxquelles son œuvre est souvent identifiée ; en effet, sa dimension dramatique soutenue par une tension permanente et de nombreuses dissonances ne cesse de surprendre ceux qui l’écoutent depuis sa toute première interprétation. Lui-même conscient de son originalité, Ralph Vaughan Williams en dit : « Je ne sais pas si je l’apprécie, mais elle est telle que je l’ai voulue ». Deux ans plus tard, le compositeur réalise un enregistrement mémorable de son œuvre avec le même orchestre pour HMV, resté son seul enregistrement à caractère commercial. À la même époque, il prodigue son enseignement en Amérique et en Angleterre tout en dirigeant le Bach Choir (en) ; il est également président de la City of Bath Bach Choir de 1946 à 1959. Il est décoré de l’ordre du Mérite en 1935 lors des cérémonies de l’anniversaire du roi, ayant décliné antérieurement le titre de chevalier.
Il conserve également une activité de direction d'orchestre et il dirige à de nombreuses reprises les Passions de Jean-Sébastien Bach. Il meurt en 1958, universellement reconnu. Ses funérailles ont lieu à l'abbaye de Westminster où ses cendres reposent près de celles d'Henry Purcell.

## Œuvre
| Audio externe | |
|               | Vous pouvez écouter Bella Hristova jouer The Lark Ascending de Ralph Vaughan Williams avec Barbara Schubert à la direction de l’Orchestre Symphonique DuPage en 2010. Ici sur archive.org(en) |

Ralph Vaughan Williams laisse 82 œuvres musicales.

### Symphonies
- Symphonie no 1 (« A Sea Symphony »)[5], 1910
- Symphonie no 2 (« A London Symphony »), 1913
- Symphonie no 3 (« A Pastoral Symphony »), 1921
- Symphonie no 4 en fa mineur, 1931
- Symphonie no 5 en ré majeur, 1938-1943
- Symphonie no 6 en mi mineur, 1946-1947
- Symphonie no 7 (« Sinfonia antartica »), 1949-1952
- Symphonie no 8 en ré mineur, 1953-1955
- Symphonie no 9 en mi mineur, 1956-1957

### Pièces symphoniques
- Suite pour alto, chœurs et orchestre « Flos campi » 1925
- Fantasie sur un thème de Thomas Tallis (1910, revue en 1913 et en 1919)
- Fantaisie sur « Greensleeves », 1934
- Cycle de 9 mélodies pour baryton et orchestre symphonique « Songs of Travel » (arrangements de la version originale pour baryton et piano)

### Musiques chorales et religieuses
- Hodie, cantate de Noël
- Trois chansons de Shakespeare
- Fantasie sur des chants de Noël, 1912
- Messe en sol mineur, pour double chœur et solistes
- Dona Nobis Pacem

### Opéras
- The Pilgrim's Progress (en), 1952
- Riders to the Sea, 1936
- The Poisoned Kiss

### Musiques de scène
- The Wasps (1909)[6].

### Ballet
- Old King Cole (1923)
- On Christmas Night (1926)
- Job: A Masque for Dancing (1930)
- The Running Set (1933)
- The Bridal Day (1938–39)

### Musique concertante et concertos
- The Lark Ascending ("L'Essor de l'alouette") pour violon et orchestre, 1914 ; l'œuvre, dédiée à la violoniste Marie Hall, s'inspire d'un poème de George Meredith.
- Concerto pour piano en ut
- Concerto grosso
- Concerto en fa mineur pour tuba basse et orchestre, créé par Philip Catelinet le 13 juin 1954 et dédié à l'Orchestre symphonique de Londres à l'occasion de son jubilé ;
- Concerto pour hautbois et cordes

### Piano et orgue
- Three preludes founded on Welsh hymn tunes pour orgue
  1. Bryn Calfaria
  2. Rhosymedre
  3. Hyfrydol

### Musique de chambre
- Six études sur des chants traditionnels anglais, composées en 1926 pour violoncelle et piano

### Musiques de films
- 1947 : Les Amours de Joanna Godden (The Loves of Joanna Godden), de Charles Frend

## Discographie
Les symphonies de Ralph Vaughan Williams ont été intégralement enregistrées par Sir Adrian Boult, et entre 1987 et 1990 par Bryden Thomson dirigeant l'Orchestre symphonique de Londres.
Le cycle de mélodies pour baryton et orchestre Songs of Travel ont été enregistrées dans leur intégralité par Sir Thomas Allen accompagné par l'Orchestre symphonique de Birmingham dirigé par Sir Simon Rattle. L'enregistrement date de 1983.